# Рябова, Екатерина Алексеевна
Екатерина Алексеевна Рябова (род. 27 марта 2003, Москва) — азербайджанская фигуристка, выступавшая в одиночном катании. Участница Олимпийских игр (2022), чемпионатов мира и Европы (2019—2022), серебряный призёр Мемориала Дениса Тена (2021).
По состоянию на 17 февраля 2022 года занимала 13-е место в рейтинге Международного союза конькобежцев.

## Биография
Родилась 27 марта 2003 года в Москве, Россия. У неё есть сестра Анна, также занимается фигурным катанием.
Учиться кататься на коньках начала в 2006 году в трёхлетнем возрасте. В детстве тренировалась под руководством отца Алексея Рябова и матери Бандуриной Екатерины в московском спортивном клубе «Динамо». В 2015 году перешла в «Самбо-70», где её тренировал Сергей Давыдов. Через два года она сменила тренеров, перейдя к  Евгению Плющенко в «Ангелы Плющенко», где тренировалась вначале под руководством Юлии Лавренчук и Алексея Василевского, а затем — Александра Волкова и Мартин Дэженэ.
Рябова в младшем возрасте выступала за Россию.
Весной 2022 года Рябова объявила о помолвке с французским фигуристом Жоффре Бриссо, выступающим в танцах на льду, однако уже в июне следующего года объявила об окончании этих отношений. 

## Карьера
Дебютировала на юниорском Гран-при в сентябре 2018 года в Литве, где заняла шестое место в общем зачёте, заняв седьмое место в обоих сегментах. На своём втором турнире, этапе юниорского Гран-при в Словении, она снова заняла шестое место в общем зачёте и набрала личный рекорд в короткой программе, заработав 57,91 балла.
Дебютировав на международной арене, Рябова завоевала «золото» в октябре на «Minsk-Arena Ice Star 2018». Она заняла восьмое место на «Челленджере» Tallinn Trophy и шестое на Золотом коньке Загреба.
В январе 2019 года включена в состав сборной Азербайджана на Чемпионат Европы 2019 года в Минске. Заняв седьмое место в короткой программе, квалифицировалась в произвольную программу. По результатам произвольной программы стала двенадцатой в итоговом протоколе. Третья женщина, представляющая Азербайджан, которая когда-либо участвовала в континентальном первенстве.
Выступления на чемпионате мира среди юниоров и «взрослом» чемпионате мира завершились для Екатерины одинаково: тринадцатые места.
В сентябре-октябре 2019 года заняла пятые места на Мемориале Ондрея Непелы и на Мемориале Дениса Тена в Алма-Ате. Также в октябре завоевала «бронзу» на Minsk-Arena Ice Star, турнире серии «Челленджер», уступив в борьбе победившей действующей чемпионке Европы россиянке Софье Самодуровой и южнокореянке Ким Ханыль. На зимних юношеских Олимпийских играх, заняла восьмое место. На чемпионате Европе, заняла шестое место.
В ноябре 2020 года, заняла девятое место на этапе Гран-при Rostelecom Cup. В декабре сменила тренеров — покинула группу Евгения Плющенко и Александра Волкова и вернулась к своему прошлому тренеру её отцу Алексею Рябову. На чемпионате мира, проходившем в Стокгольме, заняла двенадцатое место.
В октябре 2021 года приняла участие в турнире Budapest Trophy, где заняла четвёртое место. Так же в октябре приняла участие в турнире Мемориала Дениса Тена, где завоевала серебряную медаль. В конце ноября на пятом этапе серии Гран-при Internationaux de France, заняла седьмое место. На шестом этапе серии Гран-при Rostelecom Cup, заняла десятое место.
В январе 2022 года выступила на чемпионате Европе, проходившем в Таллине. После короткой программы расположилась на 7 месте с 65,47 баллов, в произвольной программе расположилась на 6 месте с 131,28 баллов, в итоге заняла 6 место с суммой баллов 196,75.
На Олимпийских играх в Пекине, после короткой программы расположилась на промежуточном 16 месте с 61,82 баллов, в произвольной программе расположилась на 15 месте с 118,15 баллов, в итоге заняла 15 место с суммой баллов 179,97.
В марте выступила на чемпионате мира, где после короткой программы расположилась на 9 месте с 65,52 баллов, в произвольной программе расположилась на 11 месте с 122,98 баллов, в итоге заняла 9 место с суммой баллов 188,50.
6 сентября 2022 года объявила о завершении спортивной карьеры.

## Программы
| Сезон     | Короткая программа                                                                                    | Произвольная программа | Показательные номера                                                         |
| --------- | --- | --- | ---------------------------------------------------------------------------- |
| 2021—2022 | - «Mambo Italiano» Боб Меррилл в исполнении Софи Лорен                                                | - «Le temps de cathedrales» в исполнении Брюно Пельтье - «La Monture» в исполнении Жюли Зенатти (из мюзикла «Нотр-Дам де Пари») Риккардо Коччанте и Люк Пламондон | - «You are my gentleness» Наргиз                                             |
| 2020—2021 | - «Mambo Italiano» Боб Меррилл в исполнении Софи Лорен                                                | - «Stop!» Сэм Браун |                                                                              |
| 2019—2020 | - «El Tango de Roxanne» (из фильма «Мулен Руж!») в исполнении Анна Дерешовска и Machina Del Tango     | - «Godfather» Эдвин Мартон - «Speak Softly, Love» (из фильма «Крёстный отец») Нино Рота в исполнении Симоне Эгерис                                                | - «The Color of the Night» (из фильма «Цвет ночи») в исполнении Лорен Кристи |
| 2018—2019 | - «Puttin' on the Ritz» в исполнении Miss Kookie                                                      | - «Адмирал (саундтрек)» Тревор Моррис - «Аврора (саундтрек)» |                                                                              |
| 2017—2018 | - «Улетай на крыльях ветра (Половецкие пляски)» (из оперы «Князь Игорь») в исполнении Наташа Морозова | - «The Color of the Night» (из фильма «Цвет ночи») в исполнении Лорен Кристи                                                                                      |                                                                              |

## Результаты
| Соревнования                       | 18/19         | 19/20         | 20/21         | 21/22         |
| Международные                      | Международные | Международные | Международные | Международные |
| ---------------------------------- | ------------- | ------------- | ------------- | ------------- |
| Зимние Олимпийские игры            |               |               |               | 15            |
| Чемпионат мира                     | 13            |               | 12            | 9             |
| Чемпионат Европы                   | 12            | 6             |               | 6             |
| Гран-при. Rostelecom Cup           |               | 5             | 9             | 10            |
| Гран-при. Internationaux de France |               |               |               | 7             |
| Челленджер. Ice Star               |               | 3             |               |               |
| Челленджер. Мемориал Непелы        |               | 5             |               |               |
| Челленджер. Кубок Таллина          | 8             |               |               |               |
| Челленджер. Золотой конёк Загреба  | 6             | 5             |               |               |
| Мемориал Дениса Тена               |               | 5             |               | 2             |
| Volvo Open Cup                     |               | 2             |               |               |
| Ice Star                           | 1             |               |               |               |
| Budapest Trophy                    |               |               |               | 4             |
| Международные среди юниоров        |               |               |               |               |
| Олимпийские игры                   |               | 8             |               |               |
| Чемпионат мира                     | 13            | 10            |               |               |
| Гран-при. Литва                    | 6             |               |               |               |
| Гран-при. Словения                 | 6             |               |               |               |